# 井形慶子
井形 慶子（いがた けいこ、1959年 - ）は、日本の作家、ジャーナリスト。

## 経歴
- 長崎県出身。
- 1977年 活水高等学校卒業。
- 1978年 インテリア雑誌「私の部屋」編集部に入社。
- 1988年 株式会社ミスター・パートナー設立。同年月刊情報誌「ミスター・パートナー」創刊。同誌編集長。

## 著書

### エッセイ
- 『結婚しましょ!-平成時代のパートナー探しと結婚産業症候群』（朝日ソノラマ 1990/11）
- 『いつかイギリスに暮らすわたし』（フローラル出版 1993/10）
- 『わたしは誰-そしてヒプノセラピーが始まった…』（ミスター・パートナー's BOOK 1995/12）
- 『理屈を言うな!相手を探せ!!』（ミスター・パートナー's BOOK 1997/1）
- 『南の島に暮らす日本人たち』（ミスター・パートナー's BOOK 1997/9）
- 『イギリス&東京 暮らしの手帖』（ミスター・パートナー's BOOK 1998/6）
- 『イギリスに暮らすとき』（ミスター・パートナー's BOOK 1999/2）
- 『個性的な家をハウスメーカーで建てる!』（ミスター・パートナー's BOOK 2000/2）
- 『なぜかオトコ運のいい女性（ひと）悪い女性（ひと）』（大和書房 2000/5）
- 『南の島に暮らす日本人たち』（ちくま文庫 2000/7）
- 『Ordinary days-終わりなき想い』（ミスター・パートナー's BOOK 2000/9）
- 『古くて豊かなイギリスの家 便利で貧しい日本の家』（大和書房 2000/12）
- 『ときどきイギリス暮らし』（ちくま文庫 2001/4）
- 『イギリスの家を1000万円台で建てた!』（新潮OH!文庫 2001/9）
- 『お金とモノから解放されるイギリスの知恵』（大和書房 2001/11）
- 『イギリス式 お金をかけず楽しく生きる!』（講談社 2002/7）
- 『イギリス流 つぎはぎ英語で大丈夫!』（幻冬舎 2002/9）
- 『仕事と年齢にとらわれないイギリスの豊かな常識』（大和書房 2002/11）
- 『なぜかオトコ運のいい女性（ひと）悪い女性（ひと）』（知恵の森文庫 2003/5）
- 『1ポンドの幸せづくり』（青山書籍 2003/9）
- 『運命をかえる言葉の力』（集英社 2003/9）
- 『英国セント・キルダ島の何も持たない生き方-自分を幸せだと思う哲学』（講談社 2003/11）
- 『生活大国イギリスの知られざる習慣』（大和書房 2003/11）
- 『イギリス式 月収20万円の暮らし方』（講談社 2004/5）
- 『少ないお金で夢がかなうイギリスの小さな家』（大和書房 2004/10）
- 『井形慶子の イギリス式 暮らしの知恵』 （宝島社 2004/12）
- 『仕事も暮らしも3で割るイギリスの習慣』（新潮社 2005/5）
- 『あなたが私を好きだった頃』（ポプラ社 2005/8）
- 『イギリス式 時給900円から始める暮らし』（講談社 2005/10）
- 『お金とモノから解放されるイギリスの知恵』（新潮文庫 2005/11）
- 『イギリス‐東京 わたしの24時間』（三笠書房・知的生きかた文庫 2005/12）
- 『イギリス式 お金をかけず楽しく生きる』（講談社＋α文庫 2006/3）
- 『運命をかえる言葉の力』（集英社文庫 2006/5）
- 『イギリス人の格-汚れた靴は人生を楽しくする!』（集英社 2006/6）
- 『仕事と年齢にとらわれないイギリスの常識』（新潮文庫 2006/9）
- 『夜にそびえる不安の塔』（講談社 2006/9）
- 『イギリス式収納-小さな空間で見せる!片づく!』（だいわ文庫 2006/11）
- 『イギリス式キッチン-丸ごと料理でいつもキレイ!』（だいわ文庫 2006/12）
- 『イギリス式暮らしガーデン-食べものづくり! 安らぎづくり!』（だいわ文庫 2007/2）
- 『英国式 スピリチュアルな暮らし方』（集英社文庫 2007/4）
- 『イギリスの夫婦はなぜ手をつなぐのか』（新潮社 2007/6）
- 『何も持たなくても幸せに生きる方法-英国セント・キルダ島の物語』（講談社＋α文庫 2007/6）
- 『3つに分けて人生がうまくいくイギリスの習慣』（新潮文庫 2007/10）
- 『好きだけどうまくいかない彼と幸せになる38の方法 今日からできる、理想の男の育てかた』（集英社 2007/11）
- 『日本人の背中 欧米人はどこに惹かれ、何に驚くのか』（サンマーク出版 2008/3）
- 『少ないお金で夢がかなうイギリスの小さな家』（新潮文庫 2008/9）
- 『井形慶子の イギリス式 暮らしの知恵』（宝島社文庫 2008/10）
- 『女性の向上心』（PHP新書 2008/10）
- 『イギリス式 年収200万円でゆたかに暮らす』（講談社 2008/10）
- 『約束のない日曜日』（ポプラ社 2009/3）
- 『あなたが私を好きだった頃』（ポプラ文庫 2009/4）
- 『イギリス人の格-「今日できること」からはじめる生き方』（集英社文庫 2009/4）
- 『イギリス式 節約お片づけ 365日チープシックアイデア』（宝島社 2009/5）
- 『イギリス式 小さな部屋からはじまる「夢」と「節約」』（講談社＋α文庫 2009/6）
- 『英語のおかげ』（中経の文庫 2009/8）
- 『老朽マンションの奇跡』（新潮社 2009/11）
- 『イギリスの夫婦はなぜ手をつなぐのか』（新潮文庫 2009/11）
- 『イギリス式 農家の整理術 カントリーサイドの節約12ヶ月』（宝島社 2010/5）
- 『日本人の背中-欧米人はどこに惹かれ、何に驚くのか』（集英社文庫 2010/10）
- 『あてにしない生き方』（中経の文庫 2010/10）
- 『母親に愛されたい娘たち』（成美文庫 2010/12）
- 『突撃! ロンドンに家を買う』（講談社 2010/12）
- 『戸建て願望』（新潮文庫 2011/3）
- 『よみがえれ! 老朽家屋』新潮社 2011/4）
- 『ロンドン生活はじめ! 50歳からの家づくりと仕事』（ホーム社／集英社 2011/5）
- 『イギリス式シンプルライフ』（宝島社 2011/6）
- 『求む! イギリス人男性の同居人』（ポプラ社 2011/8）
- 『あなたが待つ夜』（河出書房新社 2011/9）
- 『約束のない日曜日』（ポプラ文庫 2011/10）
- 『好きなのに淋しいのはなぜ』（集英社文庫 2011/11）
- 『井形慶子の暮らすように旅する英国コッツウォルズ』（宝島社 2011/12）
- 『しばられない暮らし』（中経の文庫 2011/12）
- 『イギリス流 ふつうに生きる力』（KKベストセラーズ 2012/2）
- 『ロンドンで学んだ女性の向上心』（朝日文庫 2012/5）
- 『今あるモノでキレイに住まう イギリス式買わない暮らし』（宝島社 2012/6）
- 『運命の見える女たち』（ポプラ文庫 2012/6）
- 『ポケット版 イギリス式 節約お片付け』（宝島社 2012/9）
- 『イギリス流と日本流 こだわり工房からの贈り物 心豊かに暮らすための12のリスト』（朝日新聞出版 2012/10）
- 『東京吉祥寺 田舎暮らし』（筑摩書房 2012/11）
- 『イギリス流 輝く年の重ね方』（ホーム社／集英社 2012/12）
- 『イギリス発 ストーリーのあるモノと暮らし』（ポプラ社 2012/12）
- 『老朽マンションの奇跡』（新潮文庫 2012/12）
- 『イギリス式 昔ながらの小さな暮らし』（宝島社 2013/1）
- 『イギリス式 年収200万円でゆたかに暮らす』（講談社＋α文庫 2013/3）
- 『年収300万円で人気の街に家を買う!』（講談社 2013/5）
- 『イギリス式 節約ハウスキーピング』（宝島社 2013/6）
- 『イギリス式 おとな旅の流儀』（KKベストセラーズ 2013/7）
- 『イギリスで学んだあきらめない生き方』（中経の文庫 2013/8）
- 『井形慶子のイギリス庶民のインテリア』（辰巳出版 2013/10）
- 『英国セント・キルダ島で知った何も持たない生き方』（ちくま文庫 2013/10）
- 『イギリス式 月収20万円で愉しく暮らす』（講談社＋α文庫 2013/11）
- 『ロンドン生活はじめ!』（集英社文庫 2013/12）
- 『ハムステッドの路地を歩けば』（筑摩書房 2014/3）
- 『イギリス流 捨てない暮らし』（KADOKAWA/中経出版 2014/6）
- 『イギリス式「おばあちゃんの知恵」で心地よく暮らす』（講談社 2014/7）
- 『井形慶子のイギリス庶民の庭づくり』（辰巳出版 2014/9）
- 『3つに分けて人生がうまくいく イギリスの習慣』（KADOKAWA/中経出版 2014/9）
- 『日本に住む英国人がイギリスに戻らない本当の理由』（KKベストセラーズ 2014/10）
- 『英国式リメイク&リユース 服からインテリアまで』（宝島社 2014/12）
- 『イギリス流 輝く年の重ね方』（集英社文庫 2014/12）
- 『人生が輝くロンドン博物館めぐり 入場料は無料です!』（KADOKAWA/メディアファクトリー 2015/3）
- 『よみがえれ! 老朽家屋』（ちくま文庫 2015/5）
- 『雑貨・服 イギリス買い付け旅日記 英国製にこだわって Still Made in Britain』（筑摩書房 2015/9）
- 『東京吉祥寺 田舎暮らし』（ちくま文庫 2015/11）
- 『イギリス人が知っている心を豊かにするたった一つの方法』（KADOKAWA 2016/1）
- 『今すぐ会社をやめても困らないお金の管理術』（集英社 2016/2）
- 『突撃! ロンドンに家を買う』（ちくま文庫 2016/9）
- 『なぜイギリス人は貯金500万円で幸せに暮らせるのか? イギリス式 中流老後のつくり方』（講談社 2016/9）
- 『イギリス流 小さな家で贅沢に暮らす』（KKベストセラーズ 2016/10）
- 『イギリス流 小さな家の贅沢な工夫』（KADOKAWA 2017/10）
- 『いつか一人になるための家の持ち方 住まい方』（KADOKAWA 2018/04）
- 『年34日だけの洋品店 大好きな町で私らしく働く』（集英社 2021/08）
- 『最後は住みたい町に暮らす 80代両親の家じまいと人生整理』（集英社 2024/02）

### 監訳
- ブランチ・エバット
  - 『イギリス人の知恵に学ぶ妻がしてはいけない180のこと』(サンマーク出版 2009/3)
  - 『イギリス人の知恵に学ぶ夫がしてはいけない181のこと』(サンマーク出版 2009/3)
  - 「イギリス人の知恵に学ぶ「これだけはしてはいけない」夫婦のルール」（ちくま文庫 上2冊合本 2012/5）

### 監修
- 『ロンドンの大人の部屋』（niko works著・編 辰巳出版 2009/5）